# 国际掉期与衍生工具协会
国际掉期与衍生工具协会为非营利性组织，成立于1985年，总部在美国纽约市。
目前有来自68个国家超过875多个机构会员，其中包括世界主要从事衍生性商品交易的金融机构、政府组织、使用場外交易(OTC)衍生性商品管理事业风险的企业以及国际性主要法律事务所等。ISDA自成立以来，在衍生商品品种、ISDA法律文件、净额结算（Netting）及担保品（Collateral）方面的法律意见以及风险管理具有显著的贡献或参与。同时也致力于参与各国政府机关维持密切沟通管道，促使这个交易市场更健全发展。

## 歷史
協會在1985年成立時，最初命名是「国际掉期交易商协会」(International Swap Dealers Association)。随後由於想將發展集中於更大的衍生工具市場，故於1992年改名為「国际掉期与衍生工具协会」（International Swap and Derivatives Association, ISDA），而非只集中於利率期貨市場。

## 主協議
主協議文件 (英語: ISDA Master Agreement) 是交換暨衍生性商品合約雙方訂下的重要協議。一般是銀行或金融機構與交易對手預先訂立的文件。 文件範本是根據國際交換暨衍生性商品協會發出的標準文件為藍本。 在簽訂好主協議文件之後 交易雙方在每次交易後會再發出補充文件，詳列每次交易的 經濟細節，如交易商品，交易日子，面額等。

## 外部連結
- 國際交換暨衍生性商品協會;（页面存档备份，存于）